# If You're Reading This It's Too Late
If You're Reading This It's Too Late (gestileerd als If Youre Reading This Its Too Late) is de vierde mixtape van de Canadese rapper Drake, welke als album in de iTunes Store werd uitgebracht op 12 februari 2015 zonder voorafgaande promotie. De mixtape is uitgebracht onder OVO Sound, Young Money Entertainment, Cash Money Records en Republic Records en gaat zijn vorige aangekondigde aankomende album Views voor.

## Achtergrond
In juli 2014 liet Drake weten dat de naam van zijn aankomende studioalbum Views zou gaan luiden, hoewel hij nog niet was begonnen met opnemen voor het album. In een interview in november 2014 liet basketbalspeler DeMar DeRozan weten dat er een mixtape van Drake uit zou komen in januari 2015. In de ochtend van 12 februari 2015 bracht Drake een korte film uit, Jungle. Hierin waren korte fragmenten van nieuwe muziek te horen, wat kon wijzen op een nieuw project van Drake. Diezelfde dag rond middernacht (EST) bracht Drake de mixtape uit op iTunes als verrassing. Hoewel het als mixtape wordt gezien, is het officieel Drake's vierde studioalbum onder het Cash Money-label.
Er wordt gespeculeerd over de actie van Drake om zijn mixtape als een studioalbum uit te brengen. Hij had een vier-album-contract met Cash Money, waar hij door de uitgave van deze mixtape vanaf is. Lil Wayne, zijn mentor en labelbaas bij Young Money, heeft een rechtszaak tegen Birdman's Cash Money aangespannen, omdat hij naar eigen zeggen werd tegengehouden voor het uitbrengen van zijn Tha Carter V. Lil Wayne eiste $58.000.000. Ook wilde hij Drake en Nicki Minaj meenemen en zich afsplitsen van Cash Money.
Hoewel het door OVO Sound als een mixtape wordt erkend, ziet Cash Money het als een het vierde studioalbum van Drake bij hun label om copyrightredenen. Tegelijkertijd ziet Young Money het als Drake's tweede ep, terwijl Republic het project nog niet heeft erkend. Later na de uitgave van het album bracht Drake naar buiten dat het echt om een mixtape ging.

## Uitgave
Op 12 februari 2015 tweette Drake een link naar het album op iTunes. Het werd ook op het officiële SoundCloud-account van OVO Sound geüpload, maar hier snel weer verwijderd.
De verrassende uitgave van het album werd vergeleken met Beyoncé's titelloze album, omdat deze ook geheel onverwachts verscheen in 2013.

## Tracklist
| 1.                   | Legend                                        | A. Graham, J. Brathwaite, Q. Miller, B. Bush & T. Mosley                               | PARTYNEXTDOOR                                  | 4:01 |
| 2.                   | Energy                                        | A. Graham & M. Samuels                                                                 | Boi-1da, OB O'Brien (co.)                      | 3:01 |
| 3.                   | 10 Bands                                      | A. Graham, Q. Miller, M. Samuels, A. Feeny & R. Thomas III                             | Boi-1da, Sevn Thomas (co.)                     | 2:57 |
| 4.                   | Know Yourself                                 | A. Graham, Q. Miller, M. Samuels, A. Hernandez & J. Scruggs                            | Boi-1da, Vinylz (co.), Syk Sense (co.)         | 4:35 |
| 5.                   | No Tellin'                                    | A. Graham, Q. Miller, K. Samir, M. Samuels & A. Feeny                                  | Boi-1da, Frank Dukes (co.)                     | 5:10 |
| 6.                   | Madonna                                       | A. Graham, N. Shebib, S. Garnett, B. Bush & T. Mosley                                  | Noah "40" Shebib                               | 2:57 |
| 7.                   | 6 God                                         | A. Graham, M. Samuels & J. Scruggs                                                     | Boi-1da, Syk Sense                             | 3:00 |
| 8.                   | Star67                                        | A. Graham, A. Obie, E. Ahmed, D. Smith, D. Levy & N. Shebib                            | Vinylz, Most High, Amir Obe                    | 4:54 |
| 9.                   | Preach (met PARTYNEXTDOOR)                    | A. Graham, J. Brathwaite, Alicia Augello-Cook, K Brothers Jnr, E. Jantunen & N. Shebib | PARTYNEXTDOOR                                  | 3:56 |
| 10.                  | Wednesday Night Interlude (met PARTYNEXTDOOR) | J. Brathwaite & Ekali                                                                  | PARTYNEXTDOOR                                  | 3:32 |
| 11.                  | Used To (met Lil Wayne)                       | A. Graham, D. Carter, Q. Miller, K. Samir, E. Oshunrinde & M. Giombini                 | Wondagurl                                      | 4:28 |
| 12.                  | 6 Man                                         | A. Graham, Q. Miller & N. Shebib                                                       | Noah "40" Shebib, Daxz (co.)                   | 2:47 |
| 13.                  | Now & Forever                                 | A. Graham, G. Phillips & E. Dingus                                                     | Eric Dingus, Jimmy Prime                       | 4:41 |
| 14.                  | Company (met Travi$ Scott)                    | A. Graham, J. Webster & E. Oshunrinde                                                  | Wondagurl, Travis Scott                        | 4:12 |
| 15.                  | You & The 6                                   | A. Graham, M. Samuels, R. Ilbanga Jr., N. Shebib & A. Ritter                           | Boi-1da, Noah "40" Shebib (co.), !llmind (co.) | 4:12 |
| 16.                  | Jungle                                        | A. Graham, G. Garzón-Montano, K. Samir & N. Shebib                                     | Noah "40" Shebib                               | 5:20 |
| 17.                  | 6PM in New York (Bonus)                       | A. Graham, K. Samir, M. Samuels, A. Feeny & R. Thomas III                              | Boi-1da, Frank Dukes (co.), Sevn Thomas (co.)  | 4:43 |
| Totale duur: 1:08:38 |                                               |                                                                                        |                                                |      |